# ウラン・ウデ
ウラン・ウデ（ロシア語: Улан-Удэ; ブリヤート語: Улаан-Үдэ）は、ロシアの東シベリアにあるブリヤート共和国の首都である。

## 概要
バイカル湖の南東約100キロメートルに位置する。人口は2020年現在で約44万人。

## 歴史
チンギス・カン時代にモンゴル帝国の版図になった後、1666年にロシア帝国のコサック部隊がウデ川（ロシア語名：ウダ川）の河畔に要塞を建設した。当初の名前はヴェルフネウジンスク（Verkhneudinsk）。現在のウラン・ウデ（「赤いウデ川」）の名称はソビエト連邦時代以降である。1891年には訪日の帰途に皇太子ニコライ2世が立ち寄った。
ロシア革命後には反革命軍、次いでシベリア出兵により日本軍がこの街を占領し、1920年にはソビエト政権による緩衝国家である極東共和国の首都となったが、1922年にソビエトが支配を回復した。1923年にはブリヤート・モンゴル・ソビエト社会主義自治共和国の首都となり、以来、現在に至るまで地域の中心となっている。第二次世界大戦後、第30収容地区（ラーゲリ）が設置されて、多くの日本兵が連行されて強制労働に従事させられ、犠牲者の墓地もある（シベリア抑留）。
ブリヤート人はチベット仏教の信徒が多く、高台にはリンポチェ・バグシャ寺院がある。近郊にあるイヴォルギンスキー・ダツァンはロシアにおける仏教信仰の中心になっている。

## 産業
シベリア鉄道の通過地であり、モンゴルのウランバートルを経て中国の北京に至る支線の分岐地としても重要である。
ウラン・ウデは、ソ連時代より航空機産業の中心地のひとつとされてきた。ソ連崩壊後、特にミル設計局のヘリコプター製造工場であったウラン・ウデ航空機工場は、現在では独自にMi-17の派生型などを開発・生産・輸出しており、ロシアの航空産業を担う大きな柱となっている。
名物料理は、ブーザ(Бууза) 。ロシア語ではポーズィ(Позы) と呼ばれる。概観は大きめの小龍包に似ており、餃子より厚めの皮に羊肉あるいは牛肉のミンチと玉葱などが中に入る。もともとは祭日用に食したが、現在では日常的に食されている。ウラン・ウデのみならずブリヤート人の民族料理という見方が強い。

## 気候
ケッペンの気候区分では内陸型のステップ気候(BSk)に属し、夏は短いが比較的温度が上がり、最も暑い7月の平均気温は20.6度にまでになる。日中は27.5度まで上がり、30度を超すことも多く、2016年7月には40.6度を記録している。冬は酷寒で、1月の平均気温はマイナス22.8度。平均最低気温はマイナス27.2度で、時にマイナス40度以下まで下がることもあり、1931年1月にはマイナス54.4度を記録している。雨は一年を通じて少ない。
| ウラン・ウデ(1991～2020)の気候 | ウラン・ウデ(1991～2020)の気候 | ウラン・ウデ(1991～2020)の気候 | ウラン・ウデ(1991～2020)の気候 | ウラン・ウデ(1991～2020)の気候 | ウラン・ウデ(1991～2020)の気候 | ウラン・ウデ(1991～2020)の気候 | ウラン・ウデ(1991～2020)の気候 | ウラン・ウデ(1991～2020)の気候 | ウラン・ウデ(1991～2020)の気候 | ウラン・ウデ(1991～2020)の気候 | ウラン・ウデ(1991～2020)の気候 | ウラン・ウデ(1991～2020)の気候 | ウラン・ウデ(1991～2020)の気候 |
| 月                             | 1月                            | 2月                            | 3月                            | 4月                            | 5月                            | 6月                            | 7月                            | 8月                            | 9月                            | 10月                           | 11月                           | 12月                           | 年                             |
| ------------------------------ | ------------------------------ | ------------------------------ | ------------------------------ | ------------------------------ | ------------------------------ | ------------------------------ | ------------------------------ | ------------------------------ | ------------------------------ | ------------------------------ | ------------------------------ | ------------------------------ | ------------------------------ |
| 最高気温記録 °C （°F）         | −0.4 (31.3)                    | 7.9 (46.2)                     | 18.4 (65.1)                    | 28.7 (83.7)                    | 35.6 (96.1)                    | 40.0 (104)                     | 40.6 (105.1)                   | 39.7 (103.5)                   | 32.2 (90)                      | 24.7 (76.5)                    | 11.3 (52.3)                    | 5.2 (41.4)                     | 40.6 (105.1)                   |
| 平均最高気温 °C （°F）         | −17.6 (0.3)                    | −10.6 (12.9)                   | 0.4 (32.7)                     | 10.7 (51.3)                    | 18.6 (65.5)                    | 25.5 (77.9)                    | 27.5 (81.5)                    | 24.2 (75.6)                    | 16.8 (62.2)                    | 6.9 (44.4)                     | −5.2 (22.6)                    | −14.8 (5.4)                    | 6.9 (44.4)                     |
| 日平均気温 °C （°F）           | −22.8 (−9)                     | −17.5 (0.5)                    | −6.7 (19.9)                    | 3.4 (38.1)                     | 10.9 (51.6)                    | 17.9 (64.2)                    | 20.6 (69.1)                    | 17.7 (63.9)                    | 10.0 (50)                      | 0.8 (33.4)                     | −10.3 (13.5)                   | −19.4 (−2.9)                   | 0.4 (32.7)                     |
| 平均最低気温 °C （°F）         | −27.2 (−17)                    | −23.5 (−10.3)                  | −13 (9)                        | −3 (27)                        | 3.8 (38.8)                     | 11.1 (52)                      | 14.6 (58.3)                    | 12.3 (54.1)                    | 4.6 (40.3)                     | −4 (25)                        | −14.4 (6.1)                    | −23.2 (−9.8)                   | −5.2 (22.6)                    |
| 最低気温記録 °C （°F）         | −54.4 (−65.9)                  | −44.9 (−48.8)                  | −40.4 (−40.7)                  | −28 (−18)                      | −15.1 (4.8)                    | −3.9 (25)                      | 1.2 (34.2)                     | −4 (25)                        | −11.4 (11.5)                   | −27.9 (−18.2)                  | −38 (−36)                      | −48.8 (−55.8)                  | −54.4 (−65.9)                  |
| 降水量 mm （inch）             | 4.6 (0.181)                    | 2.7 (0.106)                    | 3.1 (0.122)                    | 5.6 (0.22)                     | 18.1 (0.713)                   | 33.6 (1.323)                   | 63.9 (2.516)                   | 62.9 (2.476)                   | 26.9 (1.059)                   | 7.1 (0.28)                     | 9.1 (0.358)                    | 10.6 (0.417)                   | 248.2 (9.771)                  |
| 平均降雨日数                   | 0                              | 0                              | 0                              | 2                              | 9                              | 14                             | 16                             | 16                             | 12                             | 4                              | 0                              | 0                              | 73                             |
| 平均降雪日数                   | 15                             | 10                             | 8                              | 4                              | 1                              | 0                              | 0                              | 0                              | 0                              | 5                              | 16                             | 18                             | 77                             |
| % 湿度                         | 77                             | 75                             | 66                             | 53                             | 49                             | 57                             | 64                             | 69                             | 68                             | 68                             | 76                             | 78                             | 66.7                           |
| [ 要出典 ]                     |                                |                                |                                |                                |                                |                                |                                |                                |                                |                                |                                |                                |                                |

## 交通
- シベリア鉄道・モンゴル縦貫鉄道：ウラン・ウデ駅
- バイカル国際空港
- ウラン・ウデ市電

## 姉妹都市
- バークリー（アメリカ合衆国、カリフォルニア州）
- 長春市（中華人民共和国、吉林省）
- 山形市（日本、山形県）
- エルデネト（モンゴル国、オルホン県）
- フフホト市（中華人民共和国、内モンゴル自治区）
- 台北市（中華民国）
- マンハイム（ドイツ、バーデン＝ヴュルテンベルク州）
- 留萌市（日本、北海道）
- ウランバートル（モンゴル国）
- 安養市（大韓民国、京畿道）

## 出身有名人
- イリナ・パンタエヴァ (Irina Pantaeva) - モデル、女優
- ウラジーミル・グラナト (Vladimir Granat) - サッカー選手